# T. Mariotti
T. Mariotti s.p.a. è un'azienda italiana con sede a Genova.

## Storia
L'azienda fu fondata nel 1928 dal riparatore navale Temistocle Mariotti assieme a Ignazio Messina come società in nome collettivo di nome "Messina & Mariotti" quale officina per riparazioni navali, con sede a Genova in via Milano 26-2, innanzi a Calata della Chiappella.
Negli anni si è poi specializzata nella costruzione di navi da crociera ultra lusso, yacht, mega-yacht e navi appoggio d’altura. Dal 2008 è parte del gruppo di imprese Genova Industrie Navali s.r.l. (GIN), la T. Mariotti occupa una superficie di 36.000 m² di cui oltre 10.000 al coperto e opera 5 degli 8 bacini di carenaggio di GIN, di cui il più grande ha una lunghezza di 267 m.